# Pristimera arborea
Pristimera arborea là một loài thực vật có hoa trong họ Dây gối. Loài này được (Roxb.) A.C. Sm. miêu tả khoa học đầu tiên năm 1945.